# Haya-kawa
Pour les articles homonymes, voir Kawa.
Le fleuve Haya (早川, haya-kawa) est un cours d'eau de la  préfecture de Kanagawa au Japon.

## Géographie
Le fleuve Haya prend sa source à Hakone dans le lac Ashi, et traverse la zone de Sengokubara dans des gorges.
La ligne Hakone Tozan longe le fleuve et offre une bonne vue sur celui-ci.
La rivière Sukumo se jette dans le fleuve Haya à Hakone-Yumoto.

## Histoire
Le fleuve, qui se situe au sein du volcan Hakone, s'est formé il y a environ 3 000 ans à la suite d'une explosion phréatique qui fit s'effondrer une partie du mont Kami, creusant les gorges du fleuve et le lac Ashi.